# Нарин-Талачинське сільське поселення
Нари́н-Талачи́нське сільське поселення (рос. Нарын-Талачинское сельское поселение) — сільське поселення у складі Каримського району Забайкальського краю Росії.
Адміністративний центр — село Нарин-Талача.

## Історія
Станом на 2002 рік існували Верхньоталачинський сільський округ (село Верхня Талача) та Нарин-Талачинський сільський округ (села Нарин-Талача, Середня Талача).

## Населення
Населення сільського поселення становить 1046 осіб (2019; 1131 у 2010, 1170 у 2002).

## Склад
До складу сільського поселення входять:
| Населений пункт      | Населення, осіб (2002) | Населення, осіб (2010) |
| -------------------- | ---------------------- | ---------------------- |
| Верхня Талача, село  | 337                    | 274                    |
| Нарин-Талача, село   | 650                    | 679                    |
| Середня Талача, село | 183                    | 178                    |